# Botanophila sericea
Botanophila sericea är en tvåvingeart som först beskrevs av Malloch 1920.  Botanophila sericea ingår i släktet Botanophila och familjen blomsterflugor. Arten är reproducerande i Sverige. Inga underarter finns listade i Catalogue of Life.